# Малінін Костянтин Олександрович
Костянтин Олександрович Малінін (нар. 28 листопада 1941, Викса, Горьковська область, РРФСР) — радянський російський футболіст та тренер, виступав на позиції захисника та нападника. У футболці олександрійського «Шахтаря» зіграв понад 90 матчів у чемпіонаті СРСР (Клас «Б»).

## Кар'єра гравця
Народився в місті Викса Горьковської області. Дорослу футбольну кар'єру розпочав у 1959 році в складі місцевого аматорського клубу «Металург». У 1962 році відіграв 1 поєдинок у Класі «Б» за севастопольський СКФ. У 1964 році приєднався до «Шахтаря», який виступав у 2-й зоні УРСР Класу «Б» (третій дивізіон чемпіонату УРСР). У команді відіграв два з половиною роки й по ходу сезону перейшов до «Хіміка». У дзержинському клубі дограв сезон 1966 року та відіграв наступний сезон. У 1968 році повернувся до олександрійського «Шахтаря», у футболці якого по завершенні чемпіонату 1969 року закінчив кар'єру футболіста.

## Кар'єра тренера
По завершенні кар'єри гравця розпочав тренерську діяльність. Спочатку допомагав тренувати аматорський олександрійський клуб «Кранобудівник», на початку 1990-х років тренував дітей в олександрійській ДЮСШ-2. З 5 вересня 1994 року по кінець 1995 року працював головним тренером «Металургу» (Викса).